# Le Crépuscule des elfes
Le Crépuscule des elfes est un roman de médiéval-fantastique écrit en 1998 par Jean-Louis Fetjaine. Il s'agit du premier roman de la Trilogie des elfes.

## Résumé des trois premiers chapitres
La terre est partagée entre les quatre tribus de Dana : les hommes, les elfes, les nains et les monstres. Chacune des espèces possède un talisman : la pierre de Fal pour les hommes, le chaudron de Dagda pour les elfes, l'épée de Nudd (Excalibur) pour les nains et la lance de Lug pour les monstres.
Le Grand conseil des races a été réuni à Loth, la capitale du vieux souverain Pellehun de Logres. Baldwin, roi des nains sous la montagne rouge réclame vengeance pour le meurtre de Troïn, roi des nains sous la montagne noire. Le conseil décide de composer une troupe pour capturer le meurtrier, l'elfe Gaël. Les elfes nomment la reine Lliane et le chasseur Till pour faire partie de la troupe. Les hommes nomment le guerrier barbare Freïr et les chevaliers Rodéric et Uther le Brun. Les nains nomment le chevalier banneret Miolnir et le maître maçon Tsimmi. Le soir venu, Baldwin révèle aux deux nains que Gaël a tué le roi Troïn pour lui dérober l'épée de Nudd…

## Personnages principaux
- Lliane, reine des hauts-elfes.
- Uter, l'un des douze preux.
- Tsimmi, maître maçon nain.
- Freïhr, guerrier barbare.

## Éditions françaises
- 1998 : Le Crépuscule des elfes, éditions Belfond (format livre).
- 2002 : Le Crépuscule des elfes, éditions Pocket (format poche).
- 2003 : Le Crépuscule des elfes, éditions Pocket Jeunesse (format poche junior).
- 2008 : La Trilogie des elfes, l'intégrale, éditions Pocket (format poche).

### La Trilogie des elfes
Deux autres romans complètent le Crépuscule des elfes.
- 1999 La Nuit des elfes, 286 p.,  (ISBN 2-7144-3673-0)
- 2000 L'Heure des elfes, 278 p.,  (ISBN 2-7144-3762-1)

### Les Chroniques des elfes
- 2008 Lliane, 272 p.,  (ISBN 978-2-265-08576-3)
- 2009 L'Elfe des terres noires, 262 p.,  (ISBN 978-2-265-08577-0)
- 2010 Le Sang des elfes, 294 p.,  (ISBN 978-2-265-08578-7)